# Diários da Bósnia
Diários da Bósnia (portugiesisch für: Bosnische Tagebücher, englischer Festivaltitel: Bosnia Diaries) ist ein Dokumentarfilm des portugiesischen Regisseurs Joaquim Sapinho.

## Handlung
Der Regisseur besuchte Bosnien und Herzegowina 1996, kurz nach dem Friedensabkommen von Dayton. Nachdem dieser erste Besuch tiefe Eindrücke bei ihm hinterlassen hatte, besuchte Sapinho das Land 1998 erneut. Er beobachtet dabei das Land mit seinen Menschen, die zwischen der schwierigen Vergangenheit des gerade beendeten Bosnienkriegs und ihrem alltäglichen Leben eine erneute Normalität suchen. Sein Augenmerk gilt dabei den Alltäglichkeiten des Lebens und Zusammenlebens, anhand derer er auch nach dem Umgang der Menschen mit den unfassbar bleibenden Ereignissen des Krieges sucht.
Der Film schaut in ruhigen Beobachtungen auf das Land, das nach dem Krieg aus dem Blick der Weltöffentlichkeit verschwand und mit sich selbst und seiner Spaltung beschäftigt zurückblieb. So sieht man etwa einfache Frauen in ihrer alltäglichen Ausübung ihrer Religion, unbekümmert spielende Kinder in belasteter Umgebung oder auch einen Mann, der einige ihn beschäftigende Geheimnisse preisgeben und das zerstörte Nachbardorf zeigen möchte. Der Film begleitet portugiesische Soldaten in Bosnien, zeigt Menschen im Wiederaufbau, fährt mit der Straßenbahn durch Sarajevo oder besucht verschneite Friedhöfe. In diesen langen, ruhig beobachtenden Einstellungen zeichnet der Film damit ein Bild des alltäglichen, inneren Bosniens abseits der vergangenen Schlagzeilen.

## Rezeption
Der Film hatte Premiere im Oktober 2005 auf dem Pusan International Film Festival und kam am 13. Juli 2006 in Portugal in die Kinos. Er lief auf einer Vielzahl Filmfestivals, darunter als Abschlussfilm beim Doclisboa. Bei einigen Festivals wurde er auch nominiert, etwa in Pusan oder beim Torino Film Festival.
Die Kritik nahm den Film überwiegend positiv auf.

„Ein schwerer Fall westlicher Schuld hängt über Diários da Bósnia („A serious case of Western guilt hangs over Bosnia Diaries“)“

„Der Film fängt auf bestechende Art die furchtbaren Erinnerungen an eine unbarmherzige Zeit ein. („O filme capta de forma pungente a memória terrível de um tempo de impiedade.“)“

„Was man hier zu sehen bekommt ist das danach. Nicht den Knall, sondern seine Nachwirkungen. Nicht den Tod, sondern den Schmerz - den Schmerz der Verbliebenen... („Aqui o que se dá a ver é o depois, não o estoiro mas os seus efeitos, não a morte mas a dor - a dor dos que ficam...“)“

2007 erschien der Film als DVD bei Lusomundo mit einem Beiheft mit Begleittexten des portugiesischen Journalisten Adelino Gomes, der als Reporter aus dem Bosnienkrieg berichtet hatte. Die DVD bietet zudem umfangreiches Bonusmaterial, darunter etwa 40 Minuten weitere, unveröffentlicht gebliebene Szenen, ein RTP2-Fernsehinterview mit dem Regisseur zur Veröffentlichung des Films und ein ausführlicher zeitgenössischer Reportageartikel von Adelino Gomes aus dem Bosnienkrieg.